# Západní Město
Západní Město (v dosavadních článcích a prezentacích častěji psáno pravopisně nesprávně jako Západní město) je plánovaná a nově budovaná čtvrť v Praze, která se má nacházet na pláni kopce Kopanina (393 m) na katastrálních územích Stodůlek a Třebonic západně od stanice metra Stodůlky a Jeremiášovy ulice, jižně od Rozvadovské spojky. Jižní hranice plánované zástavby vede od Krtně podél Dalejského potoka a poté k Jeremiášově ulici cestou nad skanzenem Řepora. Západní hranice vede od obchodního areálu Avion Shopping Park přes Chaby ke Krtni. Developerem projektu je společnosti N.J.B. REAL a.s., ve které má od roku 2006 50 % podíl developerská skupina Finep. Do těchto oblastí bylo původně v 80. letech 20. století plánováno další rozšiřování Jihozápadního Města, proto[zdroj?] také stanice metra Stodůlky byla vybudována i se západním vstupem, který však byl zprovozněn až v roce 2010. Po roce 1989 bylo od původních plánů upuštěno.

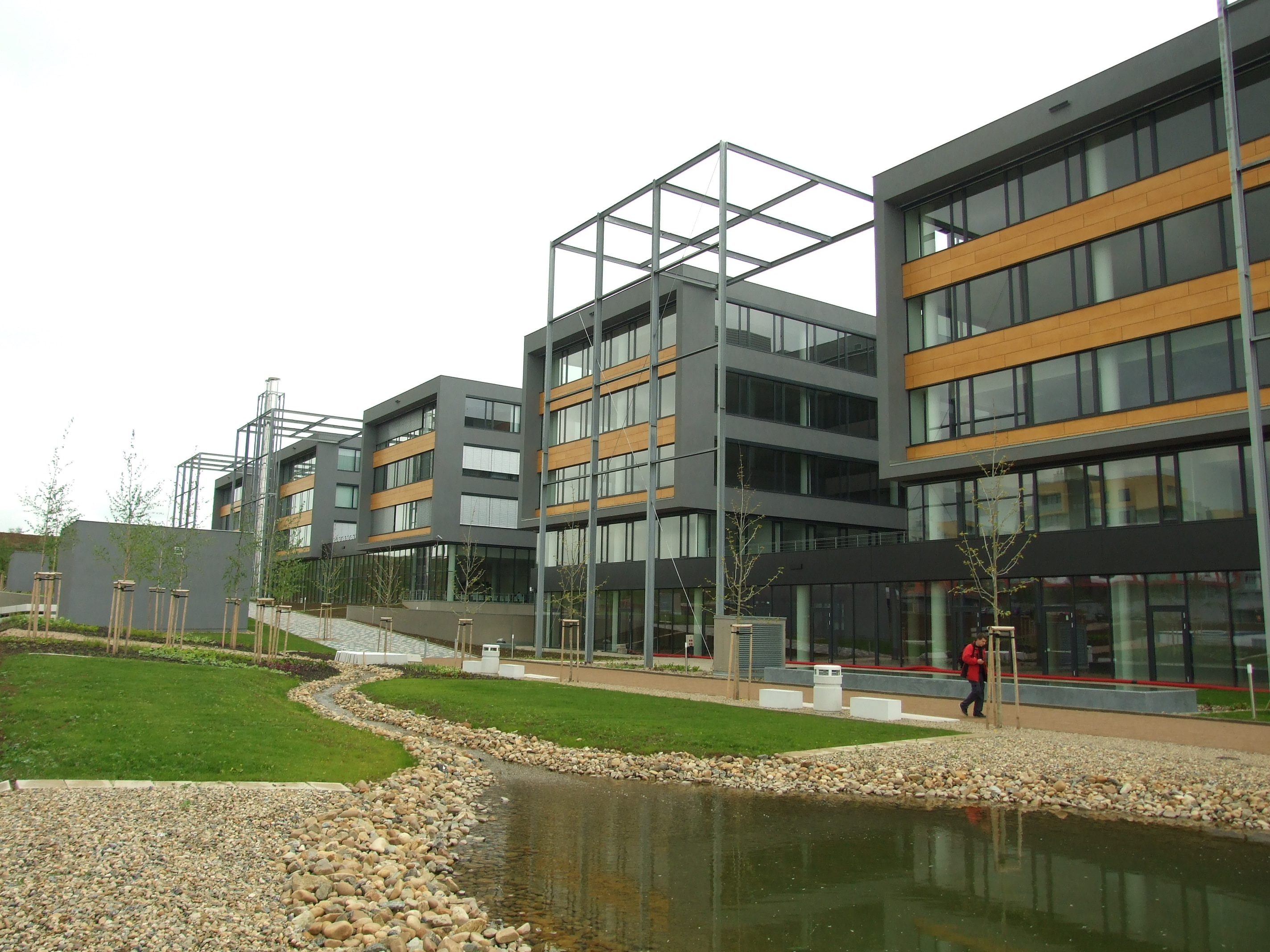
Administrativní komplex City West

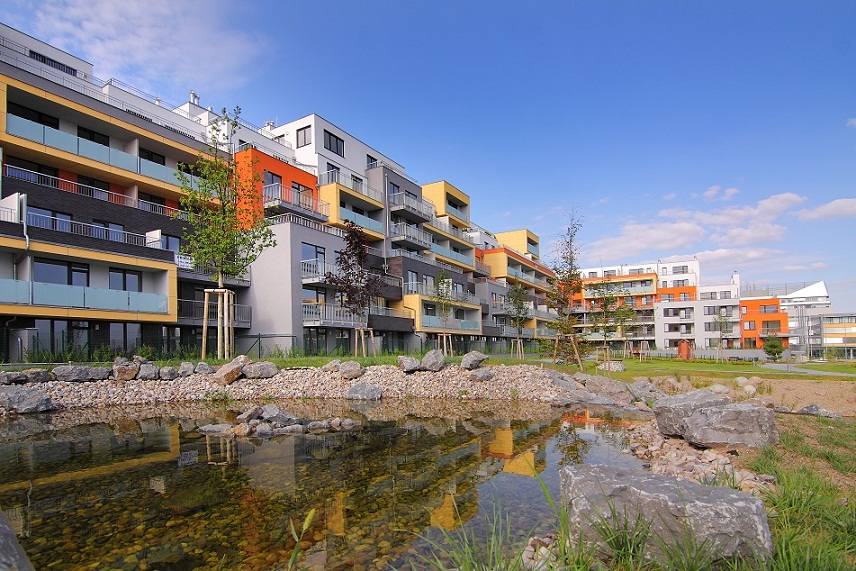
Zeleň mezi domy jednotlivých etap výstavby projektu Britská čtvrť

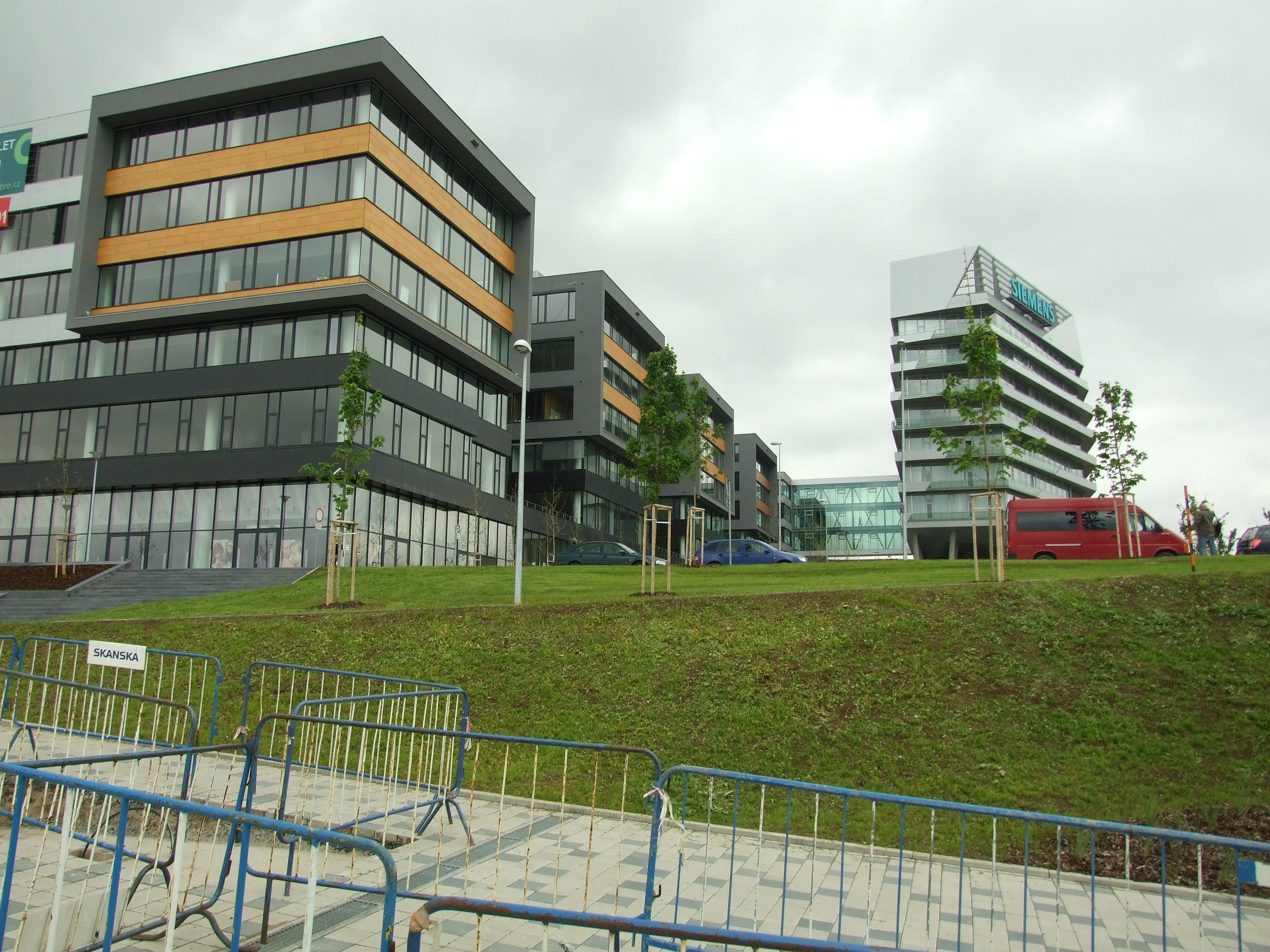
Výstavba čtvrti

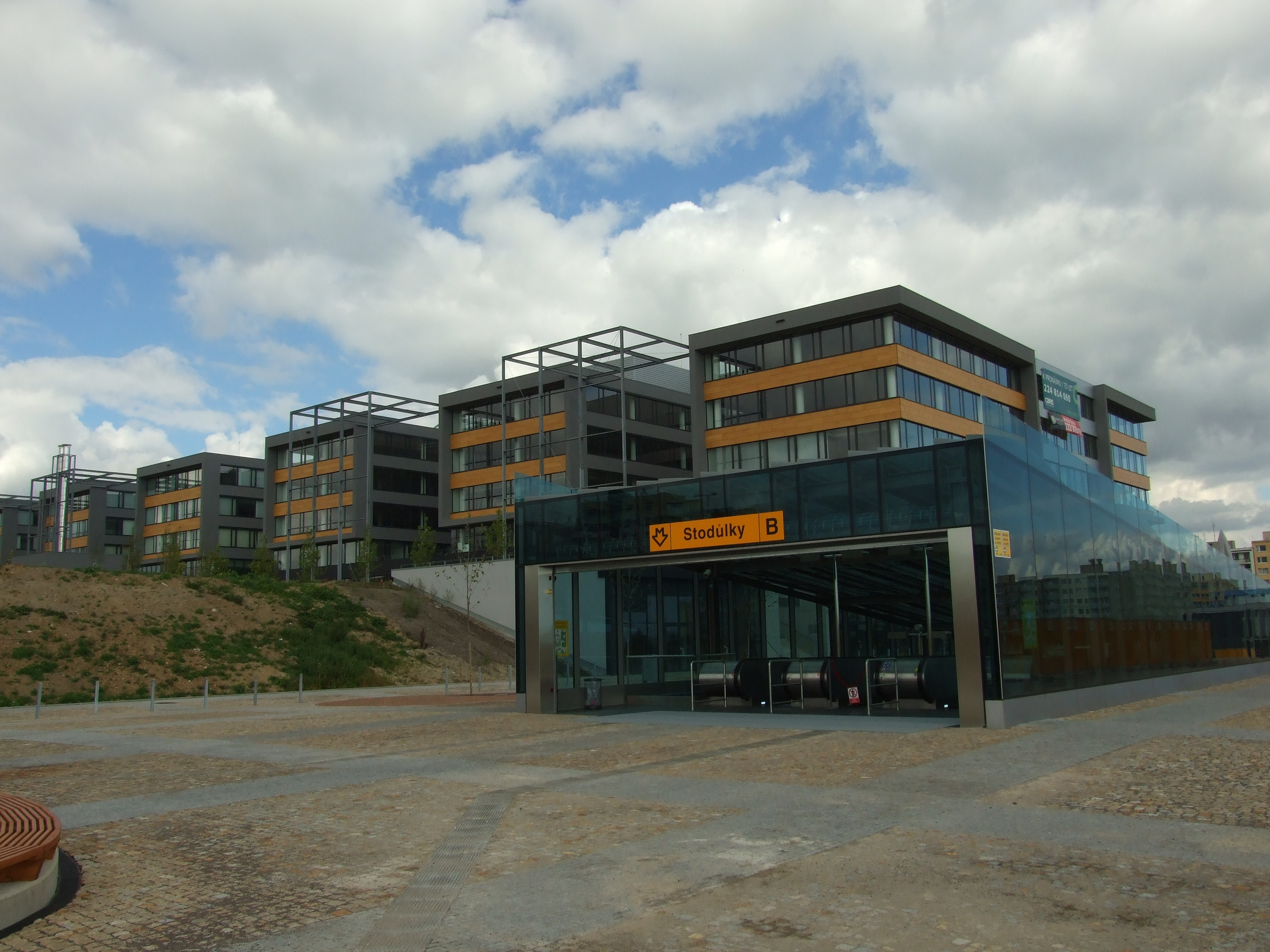
Západní vstup do stanice metra Stodůlky

## Popis projektu
Celková plocha nové čtvrti má být 115 ha nebo 36 ha, s vizí rozšíření až na 600 hektarů. Má zde být asi 10 000 nových bytů v různých typech domů, od vysokých bytových domů až po vily, kancelářské prostory, restaurace, obchody, školy a školky, kulturní kluby, polikliniky, parky, velké centrální náměstí, ulice, cyklostezky, umělé říčky atd.
V letech 2007 - 2010 byla západně od stanice metra Stodůlky vybudována první velká fáze projektu Západní Město, ve které vzniklo 298 nových bytů v úvodní etapě rezidenčního projektu Britská čtvrť. V rámci administrativního projektu City West, který se nachází podél Jeremiášovy ulice, vznikly první tři domy, kterým dominuje desetipodlažní administrativní objekt ve tvaru diamantu.
V letech 2007 - 2015 bylo na Západním Městě postaveno 673 nových bytů celkem v pěti etapách projektu Britská čtvrť a 5 kancelářských budov v projektu City West. Své sídlo si zde našly významné české i nadnárodní společnosti (Vodafone, Bayer, Siemens, Hyundai, Komerční banka a další). Vzniklo zde nové centrální náměstí s novými obchody a službami, na kterém se nachází nový vstup do metra. Ve středu projektu City West stojí budovy City West C1 a City West C2 o celkové pronajímatelné ploše 26 000 m2. Tyto budovy disponují kancelářskými pracovními místy pro 2000 zaměstnanců, a jsou vybaveny terasami, travnatými plochami a venkovní posilovnou. V budově C1 sídlí již od roku 2015 centrála společnosti Vodafone Czech Republic. Mezi nájemce budovy C2 patří například CGI IT Czech Republic nebo Aevi CZ. Od roku 2020 je majitelem těchto budov realitní skupina Českomoravská Nemovitostní a.s.

## Archeologický výzkum
Ještě před zahájením I. etapy výstavby Západního Města proběhl v areálu předstihový archeologický výzkum pod vedením společnosti Labrys o. p. s. Cílem výzkumu byla záchrana archeologických situací a nálezů, které by stavba nenávratně zničila. Výzkumem byly zachyceny a zdokumentovány doklady osídlení z několika období pravěku. Z období středního eneolitu byla prozkoumána zemnice náležející řivnáčské kultuře (3300–2900 př. n. l.), z období pozdního eneolitu dva osamocené kostrové hroby kultury zvoncovitých pohárů (2. polovina 3. tisíciletí př. n. l.), z pozdní doby bronzové část sídelního areálu štítarské kultury (před rokem 800 př. n. l.) a ze starší doby železné (800–400 př. n. l.) žárové pohřebiště bylanské kultury s 51 hroby.

## Galerie

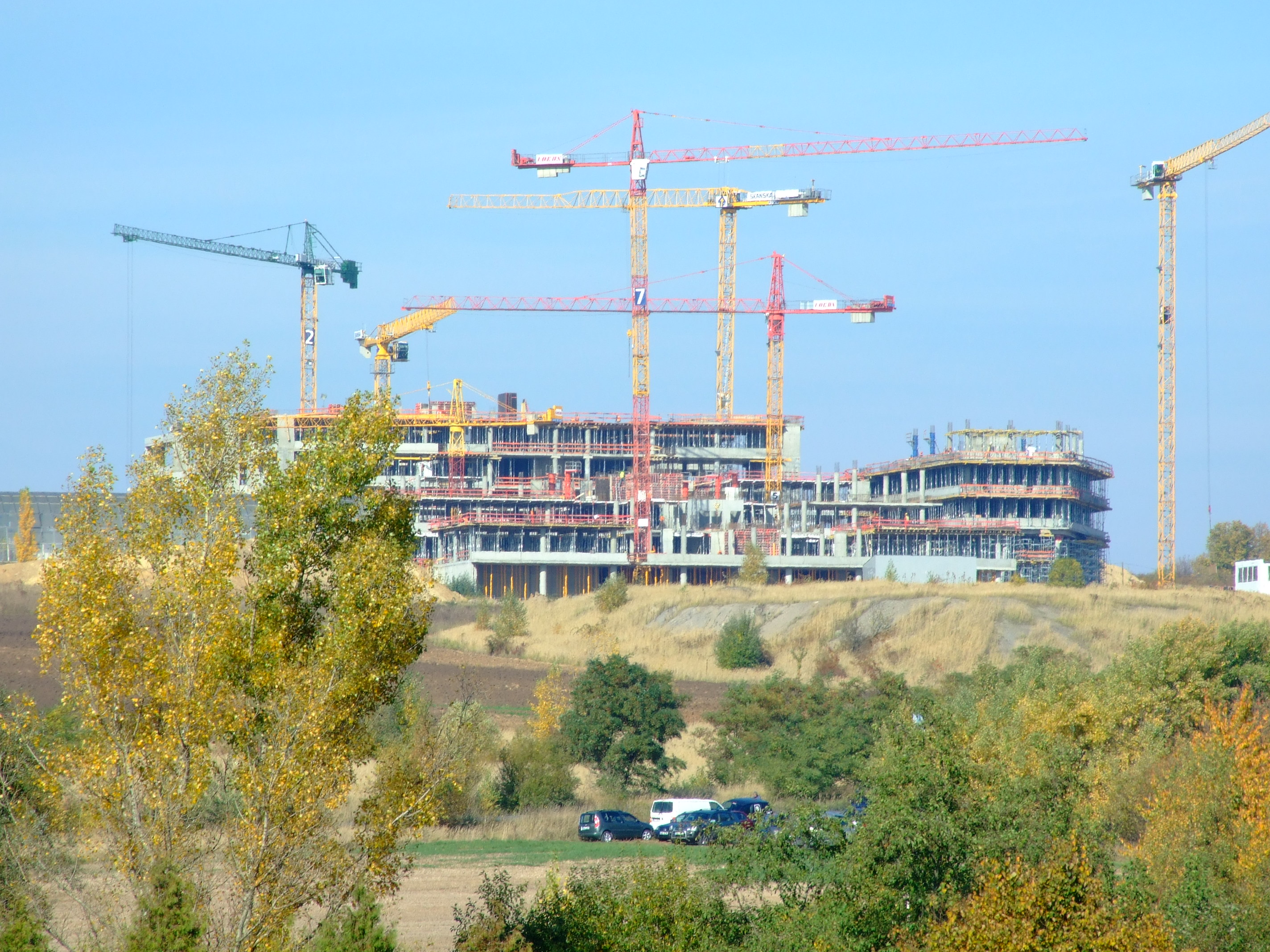
Výstavba prvních komplexů Západního Města (2008)
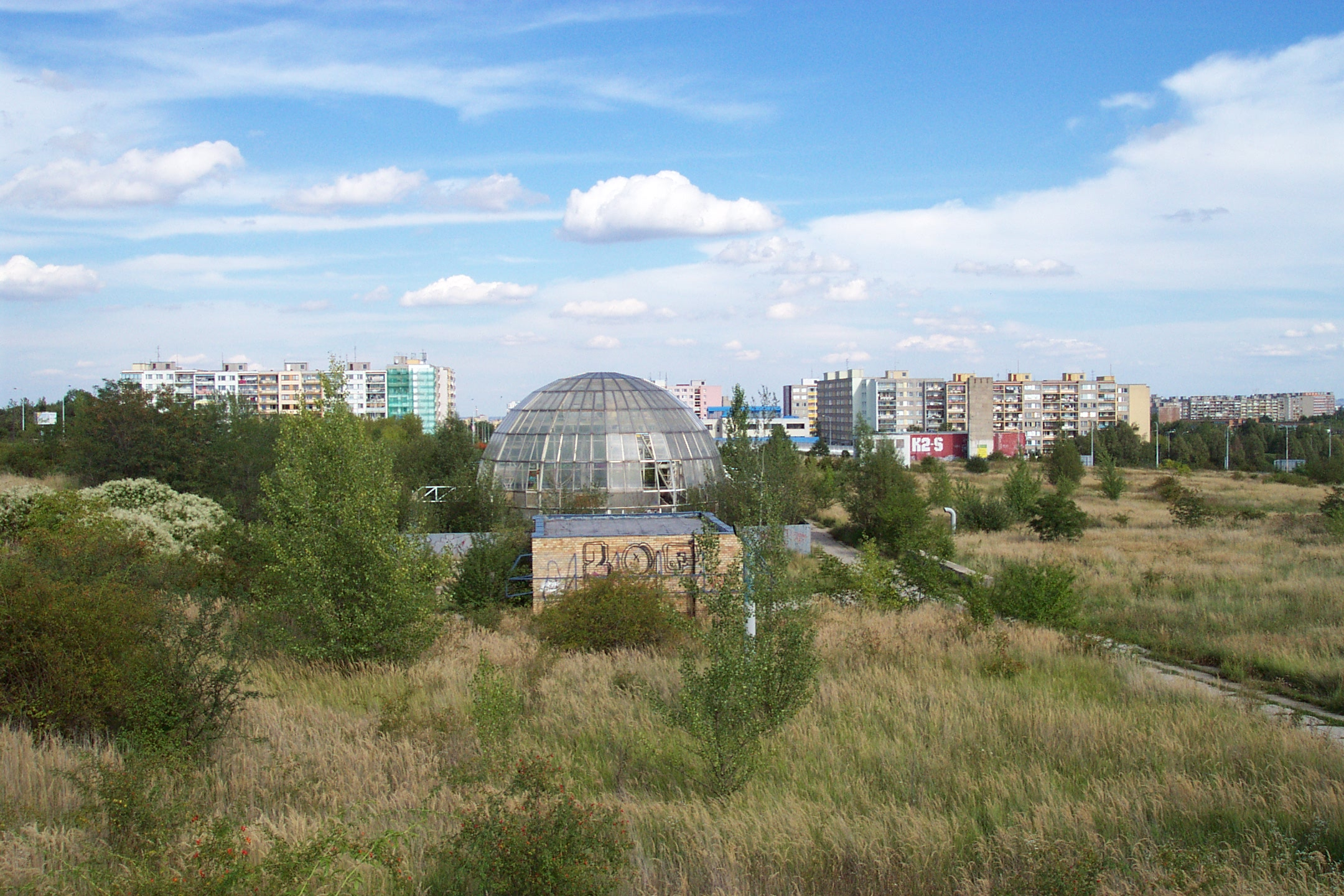
Pohled od Chab k sídlišti Stodůlky
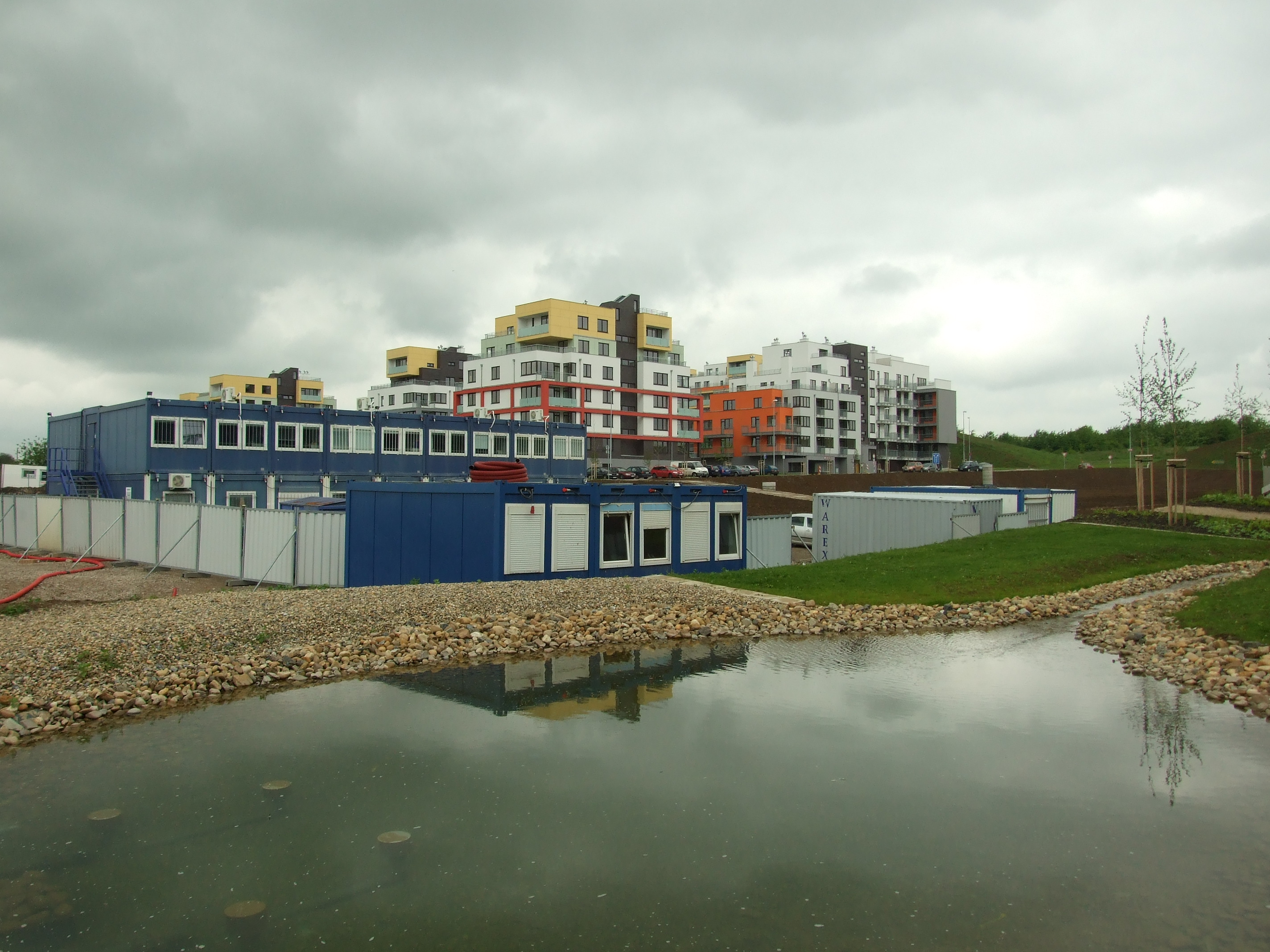
Výstavba čtvrti
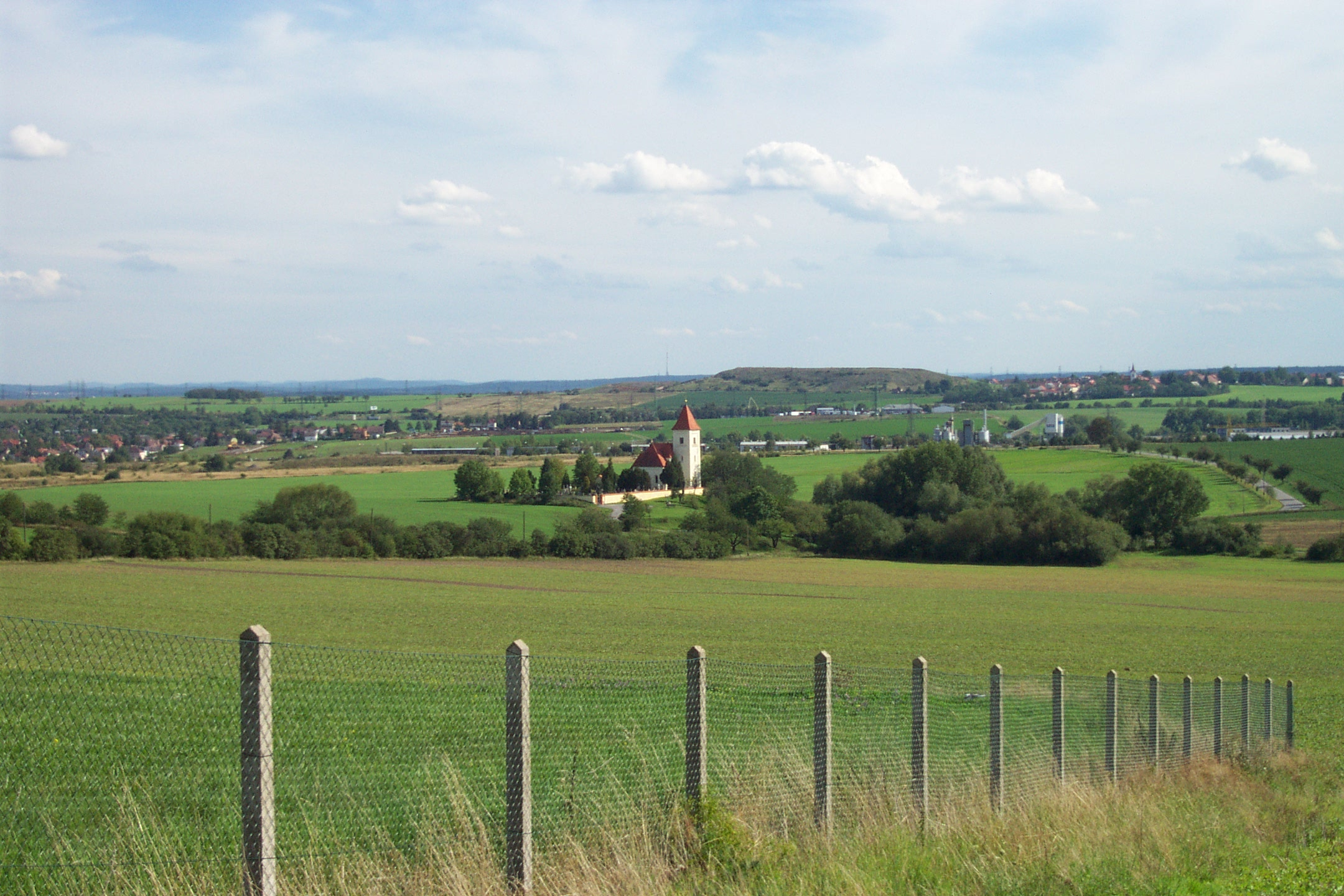
Pohled z Chab ke Krtni, do oblasti v levé polovině fotografie je plánována zástavba
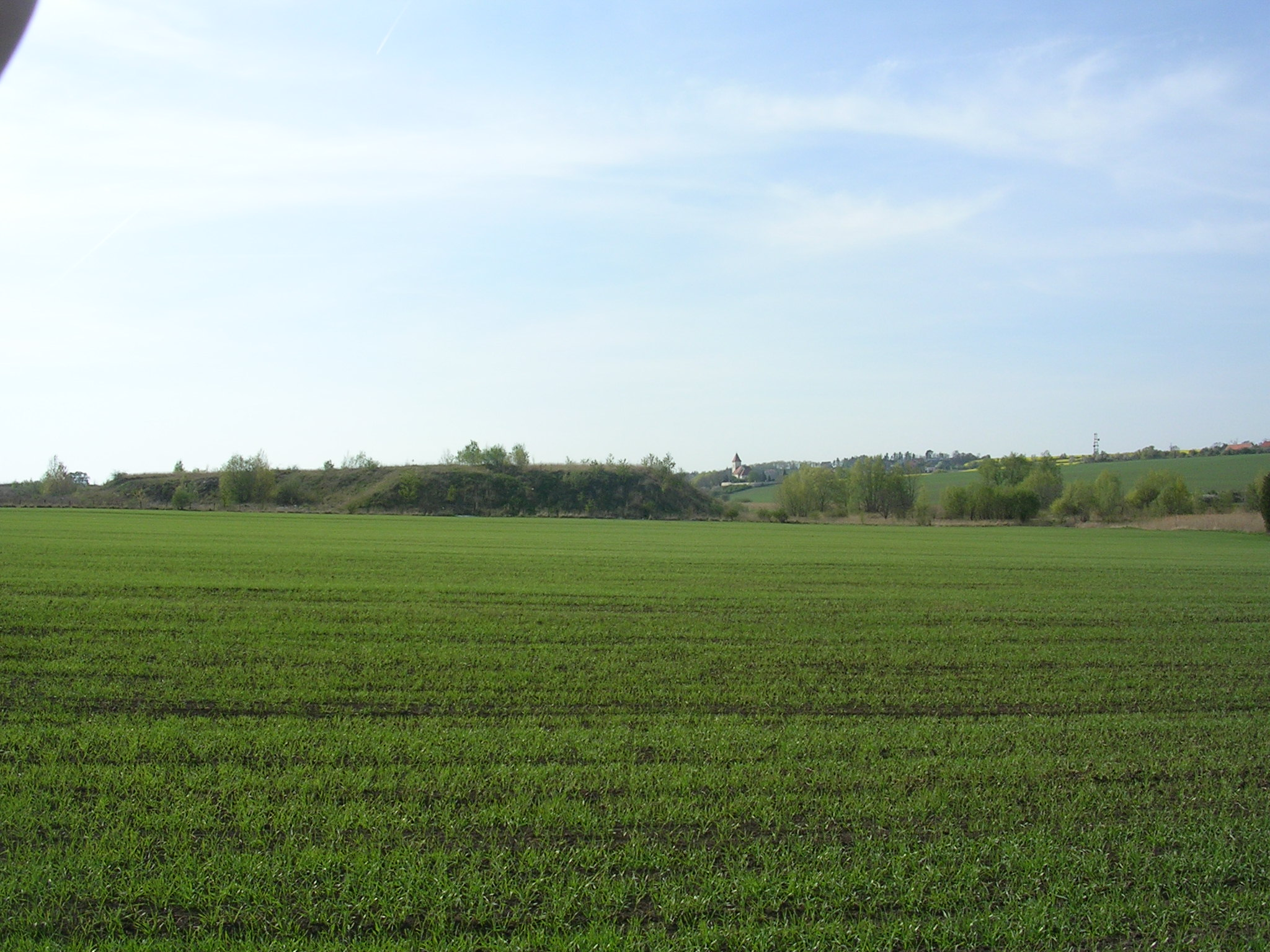
Pohled na Krteň od Řeporyj, zcela vpravo Chaby. K zástavbě je určena prvořadě plocha vpravo v pozadí.
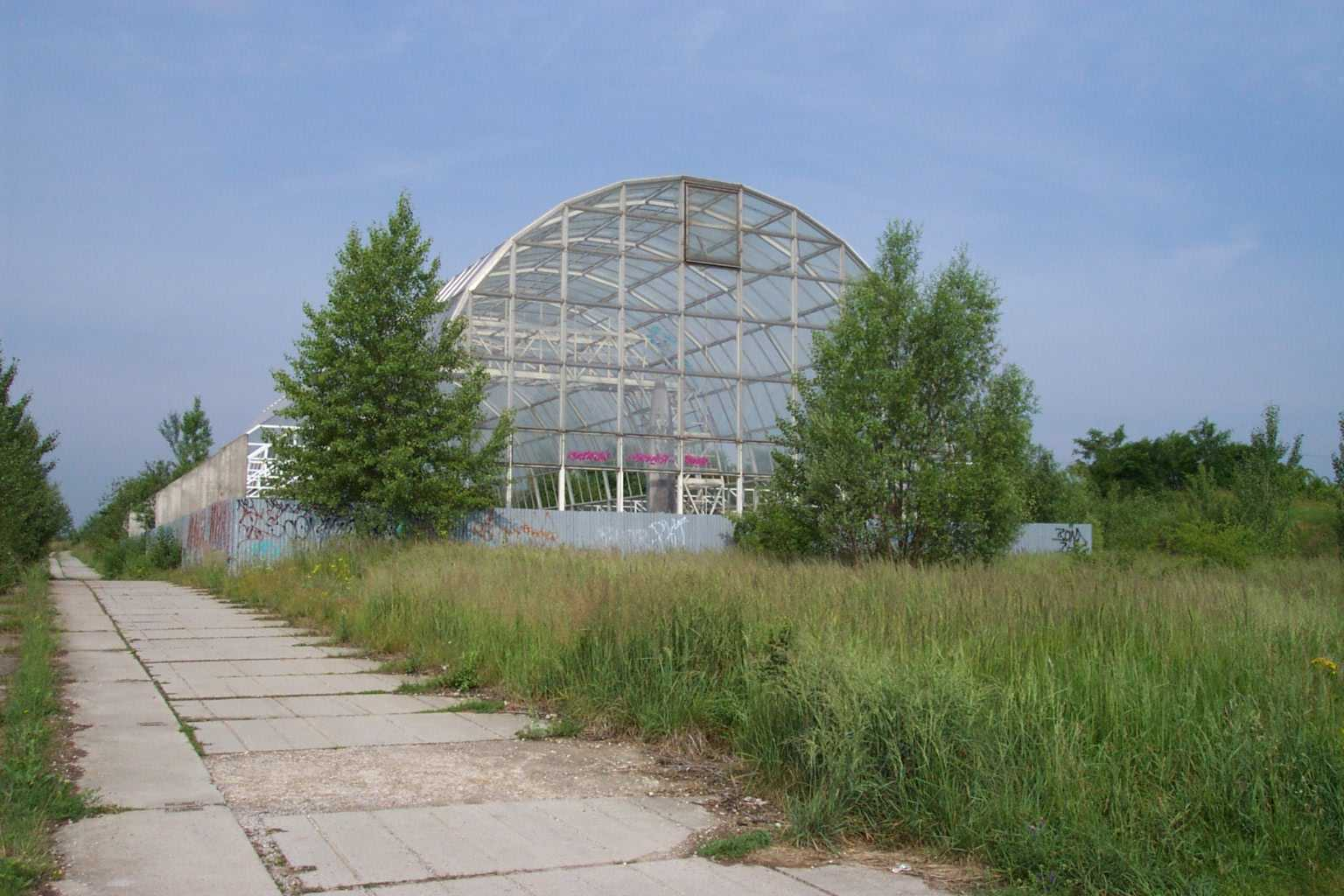
Západní vstup do stanice metra Stodůlky v roce 2006
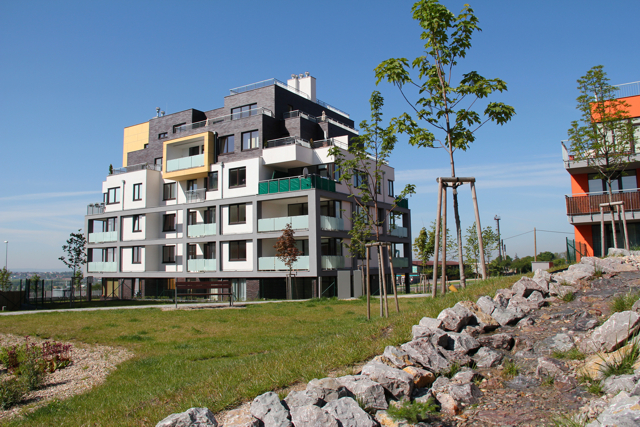
Dokončené domy v rámci jednotlivých etap výstavby Stodůlky - Britská Čtvrť
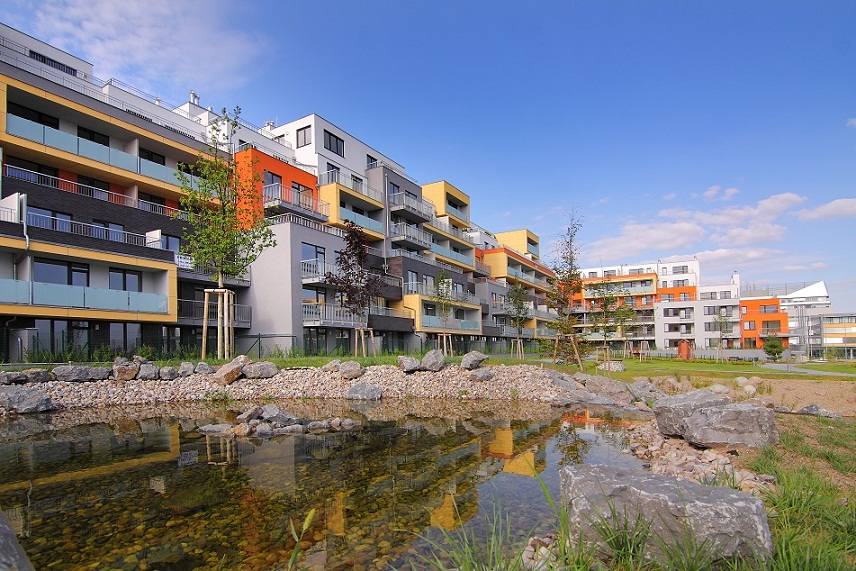
Dokončené domy se zelení v rámci jednotlivých etap výstavby Stodůlky - Britská Čtvrť
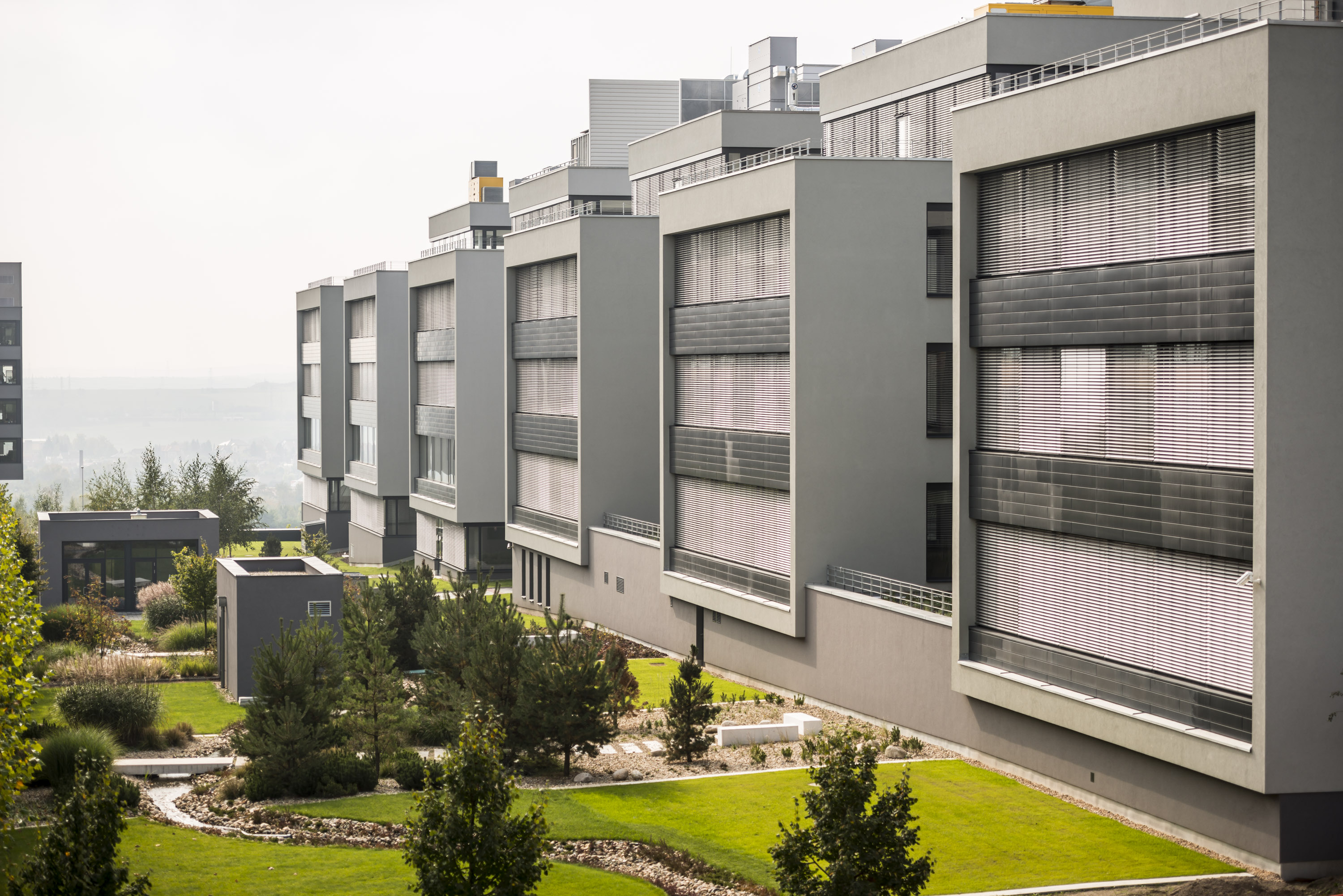
Administrativní budovy v rámci komplexu City West
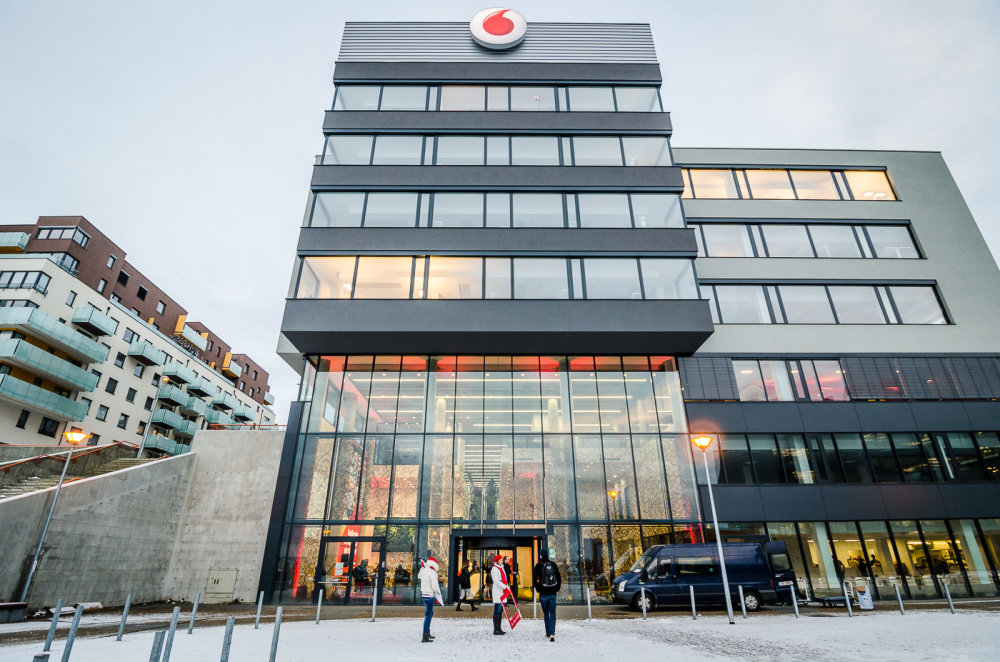
Budova společnosti Vodafone
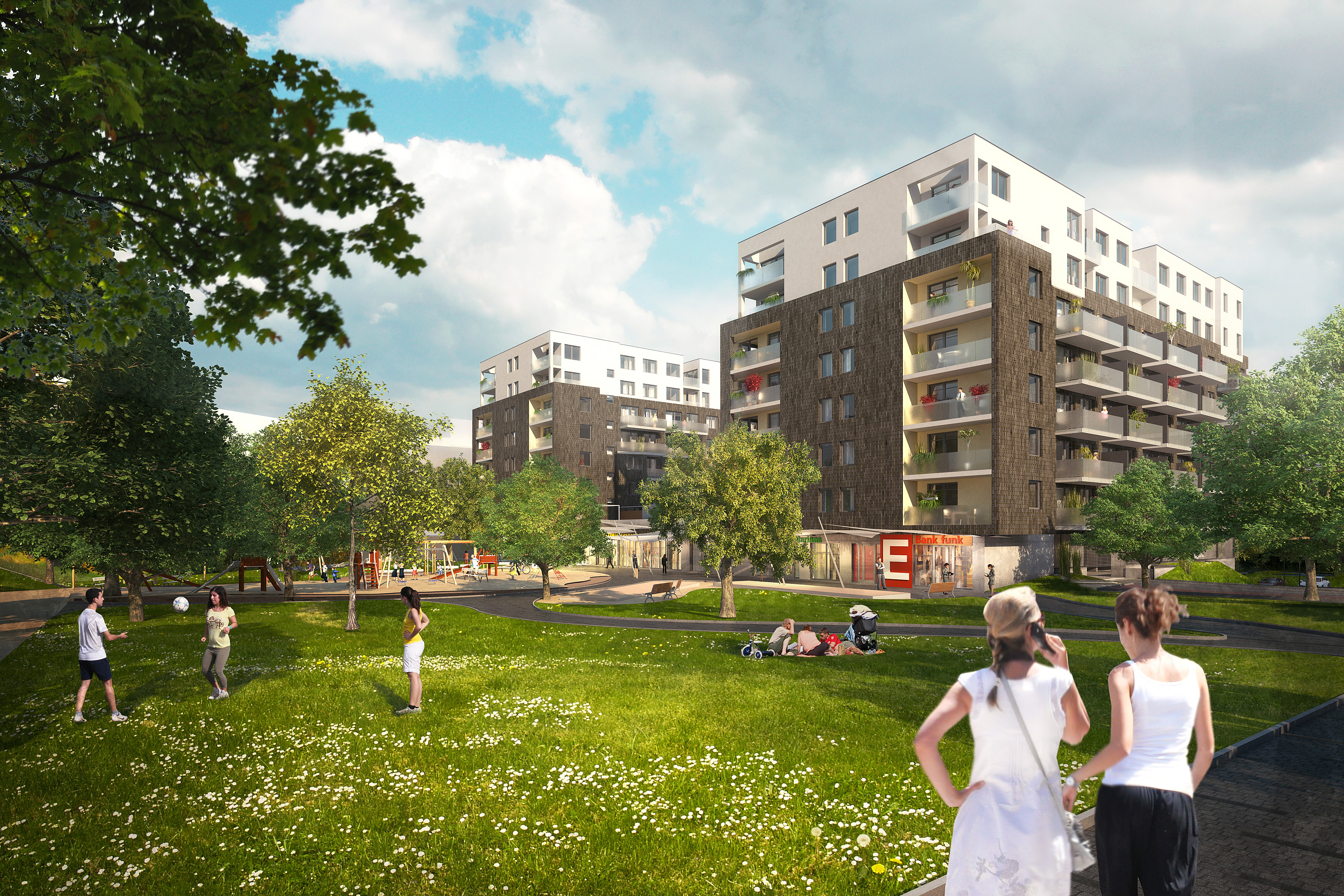
Plánovaný nově vybudovaný park pro obyvatele Britské čtvrti
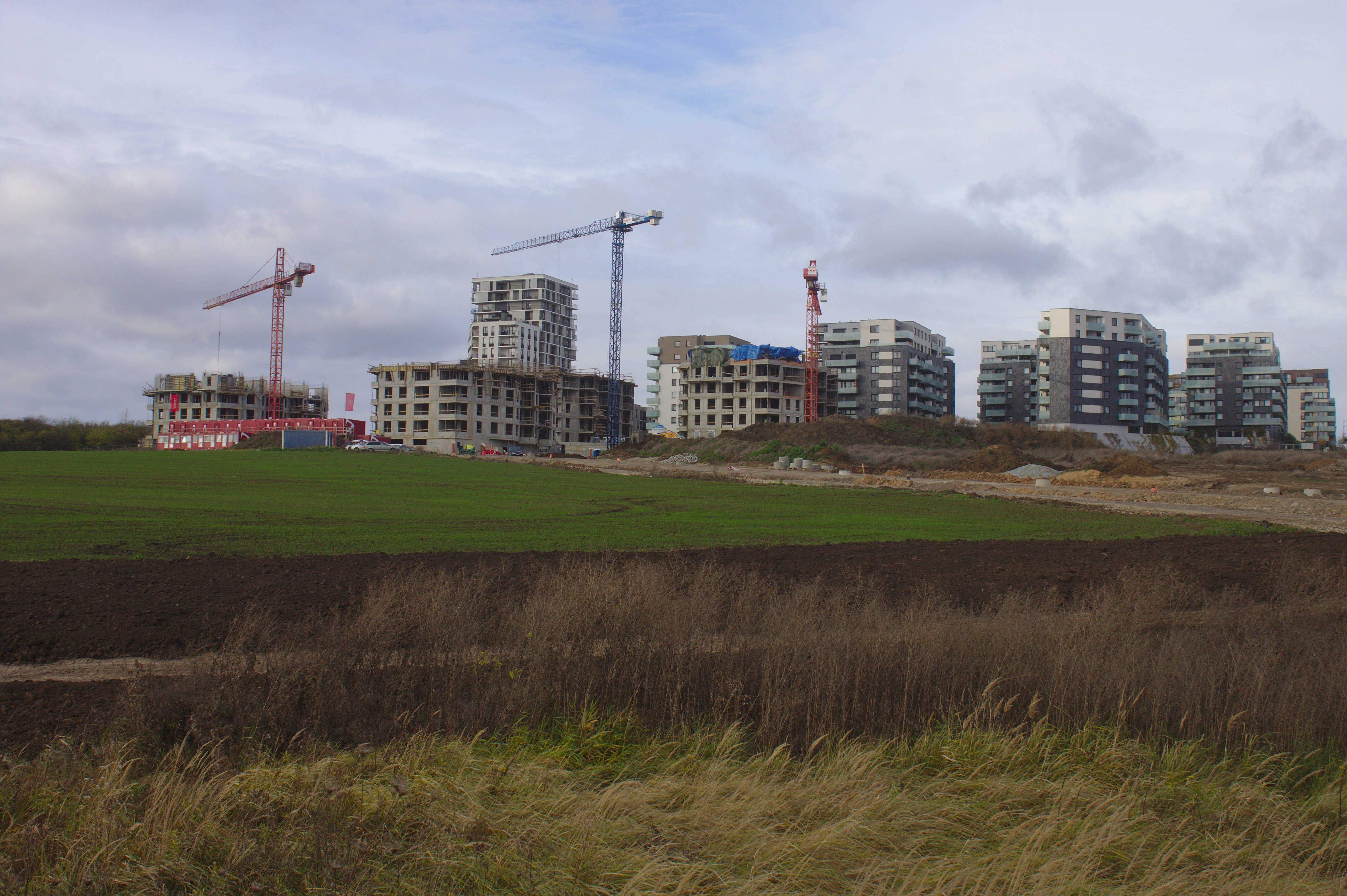
Výstavba v roce 2020.

## Sousední čtvrti
- Stodůlky a Jihozápadní Město
- Zličín
- Třebonice
- Řeporyje